# Мугол
Мугол (узб. Moʻgʻol / Мўғол) — посёлок городского типа, расположенный на территории Бахмальского района Джизакской области Республики Узбекистан.
Статус посёлка городского типа с 2009 года.